# Serginho (1974–2004)
Serginho, właśc. Paulo Sérgio Oliveira da Silva (ur. 19 października 1974, zm. 27 października 2004) – brazylijski piłkarz, obrońca.
Od 1999 był zawodnikiem Sao Caetano; wraz z tym klubem świętował awans do ekstraklasy, dwukrotny udział w finałach ligi brazylijskie (2001, 2002; I liga brazylijska po zakończeniu systemu „każdy z każdym” rywalizuje w dodatkowych rozgrywkach - play-off; 2002 Sao Caetano wygrało rundę zasadniczą ligi, przegrało w finale play-off) oraz udział w finale Copa Libertadores (Sao Caetano przegrało w finale z Olimpią Asuncion po rzutach karnych; Serginho nie wykorzystał rzutu karnego w rozstrzygającej serii).
Był kandydatem do występu w kadrze narodowej Brazylii.
Zmarł nagle na zawał serca, w szpitalu, po zasłabnięciu na boisku w trakcie meczu ligowego.
W ekstraklasie włoskiej (AC Milan) występował inny piłkarz brazylijski o przydomku Serginho (ur. 1971).